# دياكو

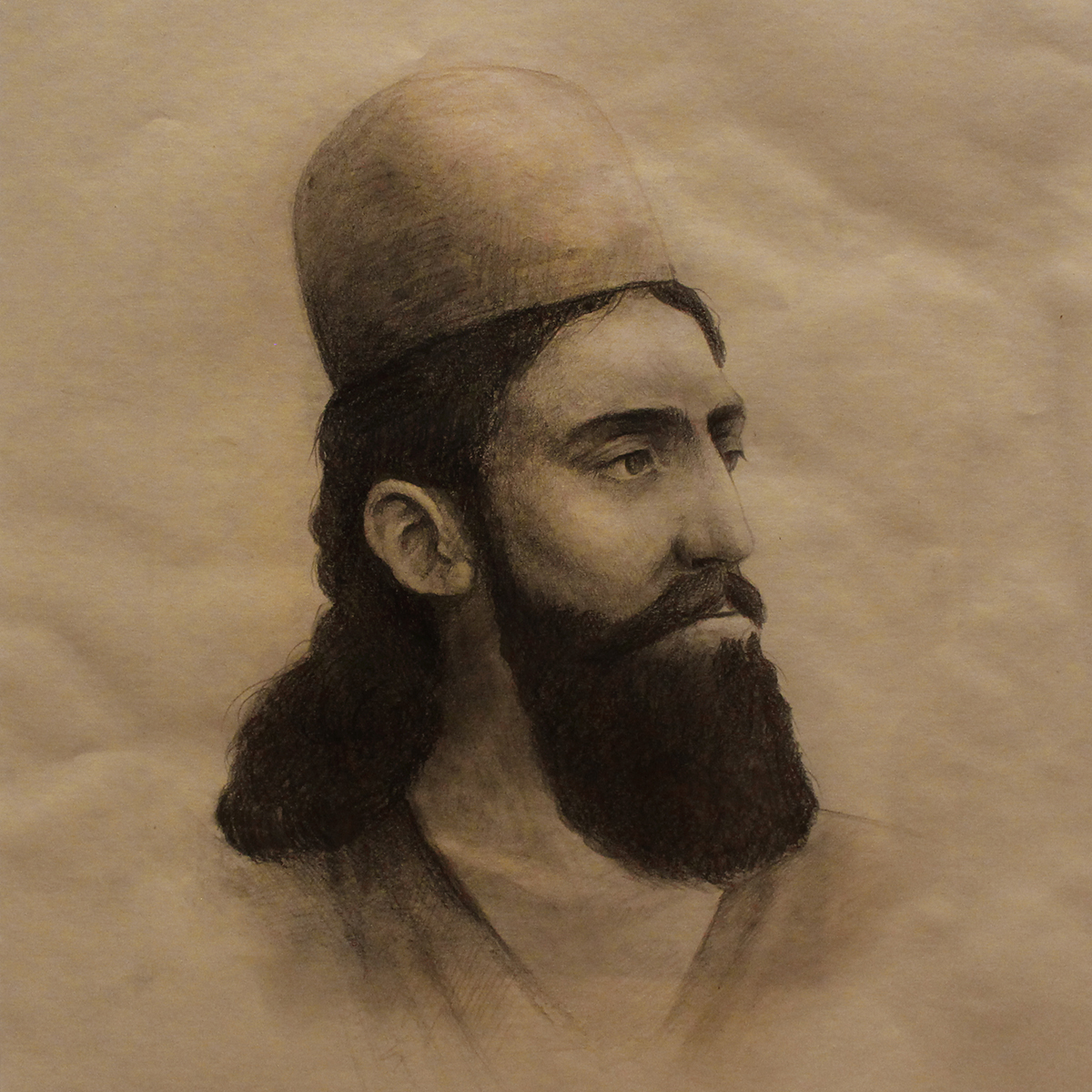
تَصوير تخيُلي لـ« دياكو »، أول شاهات ميديا.

دياكو (بالإغريقية: Δηιόκης، من الكردية القديمة Dahyu-ka تعني "المزارع، او زعيم القرية")، كان مؤسس الإمبراطورية الميدية وأول شاهات الميديين. ان الفترة الدقيقة لحٌكم «دياكو» غير واضح وربما غطت مُعظم النصف الأول من القرن السابع قبل الميلاد. وفقًا لـ«هيرودوت»، حكم «دياكو» لمدة 53 عامًا. بناءً على كتابات «هيرودوت»، كان «دياكو» أول ملك ميداني يحُصل على الاستقلال عن الإمبراطورية الآشورية الحديثة. فكر «دياكو» في مشروع وخطة لتشكيل حكومة ميدية واحدة. وفي حقبة اللاسلطوية الميدية، فرض العدالة في قريته وكسب المصداقية والشهرة كقاضًا مُحايد. فأتسعت أراضي نشاطه ولجأ إليه سُكان القرى المُجاورة حتى أعلن في النهاية أن هذا المكان غير قابل للأصلاح وأن لا رغبه لديه لمواصلة العمل. بعد هذه الاستقالة، ازدادت السرقة والفوضى وتجمع الميديون واختاروه ملكًا هذه المرة.
كان أول عمل يقوم به «دياكو» بعد التتويج هو تعيين حراس شخصيين وكذلك بناء عاصمة. المدينة التي اختارها «دياكو» لتكون عاصمته كانت تُسمى "هغماتنا" بالكردية الميدية القديمة و"إكباتان" بالإغريقية تعني "مكان التجمُع" أو "مدينة للجميع" ويعتقد أنها همدان اليوم. في أواخر القرن الثامن قبل الميلاد، سكن «دياكو» في قلعة مُحصنة شُيدت على تل في المدينة لإدارة جميع الشؤون العسكرية والحكومية وأحتوت كذلك على الخزينة. في عام 715 ق.م، علم الملك الآشوري «سرجون الثاني» أن «دياكو» قد تحالف مع «روسا الأول»، ملك الأورارتو. بدأ يراقب «دياكو» وأثناء حربه مع المانيون، دخل «سرجون» الإمبراطورية الميدية لإنهاء "الفوضى"، على حد قوله. أخيرًا قُبض على «دياكو» وتم نفيُه مع عائلته إلى حماة (في سوريا اليوم).
بعض المؤرخين يعتقدون ان «دياكو» هو نفسه «هوشنغ» في الشاهنامه بسبب صفاته التي ذكرها «هيرودوت» ويعتقدون أن لقب بيشداديان يعني "المُشرع الأول". يعتبر التقليد الديني «هوشنغ» أول شخص يؤسس مُلكية في فارس. بعد «دياكو»، خلفه ابنه «فراورتس» وحكم لمُدة 22 عامًا.

## الحُكم
تُعتبر فترة حكم «دياكو» محل جدل. يقول «هيرودوت» أن «دياكو» حكم لمدة 53 عامًا، وبالتالي تم وضع بعض الافتراضات حول فترة حُكمه؛ لكن يبدو أن تقرير «هيرودوت» يستند إلى السرد الشفهي. بناءً على تقرير «هيرودوت»، خلص الباحثون إلى أن «دياكو» كان مؤسس الإمبراطورية الميدية وأيضًا أول ملك ميداني يحصُل على الاستقلال من الآشوريين. لكن تقرير «هيرودوت» عبارة عن مزيج من الأساطير اللإغريقية والشرقية ولا يُمكن الاعتماد عليه تاريخيًا. أيضا، من المُفترض أن الملك الميداني الذي تتحدث عنه تقارير «هيرودوت» هو نفس «دياكو»، والد «فراورتس»؛ وبالتالي، لا يُمكن توضيح التاريخ الدقيق لفترة حكمه؛ ولكن يمكن القول أنه ربما غطى مُعظم النصف الأول من القرن السابع قبل الميلاد، يقول «إيغور دياكونوف»: "إن حالة عصر حكم دياكو في كتابات هيرودوت مُختلفة تمامًا عن الصورة التي كانت في ذلك الوقت (745 -675 ق.م) وصفت المصادر الآشورية أن بعض المؤرخين رفضوا تصريح هيرودوت".
تُشير الموسوعة الإيرانية إلى أن تأسيس الإمبراطورية الميدية المُتمركز في إكباتان قد تم في عام 708 ق.م بواسطة «دياكو».
في المصادر الآشورية، 674 ق.م، هناك إشارات لأفعال شخص يُدعى "كاشثريتا"، يعتقد بعض الباحثين أنه «فراورتس» أبن «دياكو». لذلك، يُمكن اعتبار عام 674 ق.م نهاية حكم «دياكو». وبحساب فترة حُكمه البالغة ثلاثة وخمسين عامًا، يجب أن تكون بداية عصر حكم «دياكو» حوالي عام 728 ق.م. فيما يلي قائمة بفترات مُختلفه لحكم «دياكو» بناءً على آراء المؤرخين:
| المؤرخ | هيرودوت     | جورج كاميرون | إدفين جرانتوفسكي | إيغور دياكونوف |
| الفترة | 700-647 ق.م | 728-675 ق.م  | 672-640 ق.م      | 700-678 ق.م    |

لذلك، يجب البحث عن تأكيدات المصادر المسمارية؛ وفي الواقع سابقًا في عام 1869، أدرك «جورج سميث» أنه في النصوص الآشورية الحديثة في فترة حكم «سرجون الثاني» (721 إلى 705 ق.م)، تم ذكر شخص يُدعى «دياكو» عدة مرات. في تقويم السنة الثامنة من حكم هذا الملك (أي 715 ق.م) وفي ما يُسمى بالنقش التوضيحي لخيرسباد، تم تسمية «دياكو» على أنه حاكم إحدى مقاطعات المانيون، بعد أن حكم بشكل مُستقل إلى حد ما منطقة متاخمة لممالك آشور وماني. الموقع الدقيق لنطاق حُكمه غير واضح، ولكن ربما كان يقع في وادي زارين رود. دعم «دياكو»، الذي تم القبض على ابنه من قبل الأورارتو، ملكهُم «روسا الأول»، ضد ملك المانيون، «أولوسونو»، لكنه فشل في النهاية لأن «سرجون» تدخل في القضية وأسر «دياكو» أخيرًا ونفيه مع عائلته إلى حماة (في سوريا اليوم). من المُحتمل أن يكون «دياكو» قد تورط في تمرد ضد ملك المانيون، «إيرانزو»، السنة السابقة لأحد الحُكام المدرجين في التقويم الآشوري في نفس العام لم يتم تسميته؛ وربما يكون هو نفسه «دياكو»؛ على الرغم من أن صحة هذا الأمر لا يُمكن التحقق مُنها على وجه اليقين.

## تأسيس الإمبراطورية الميدية

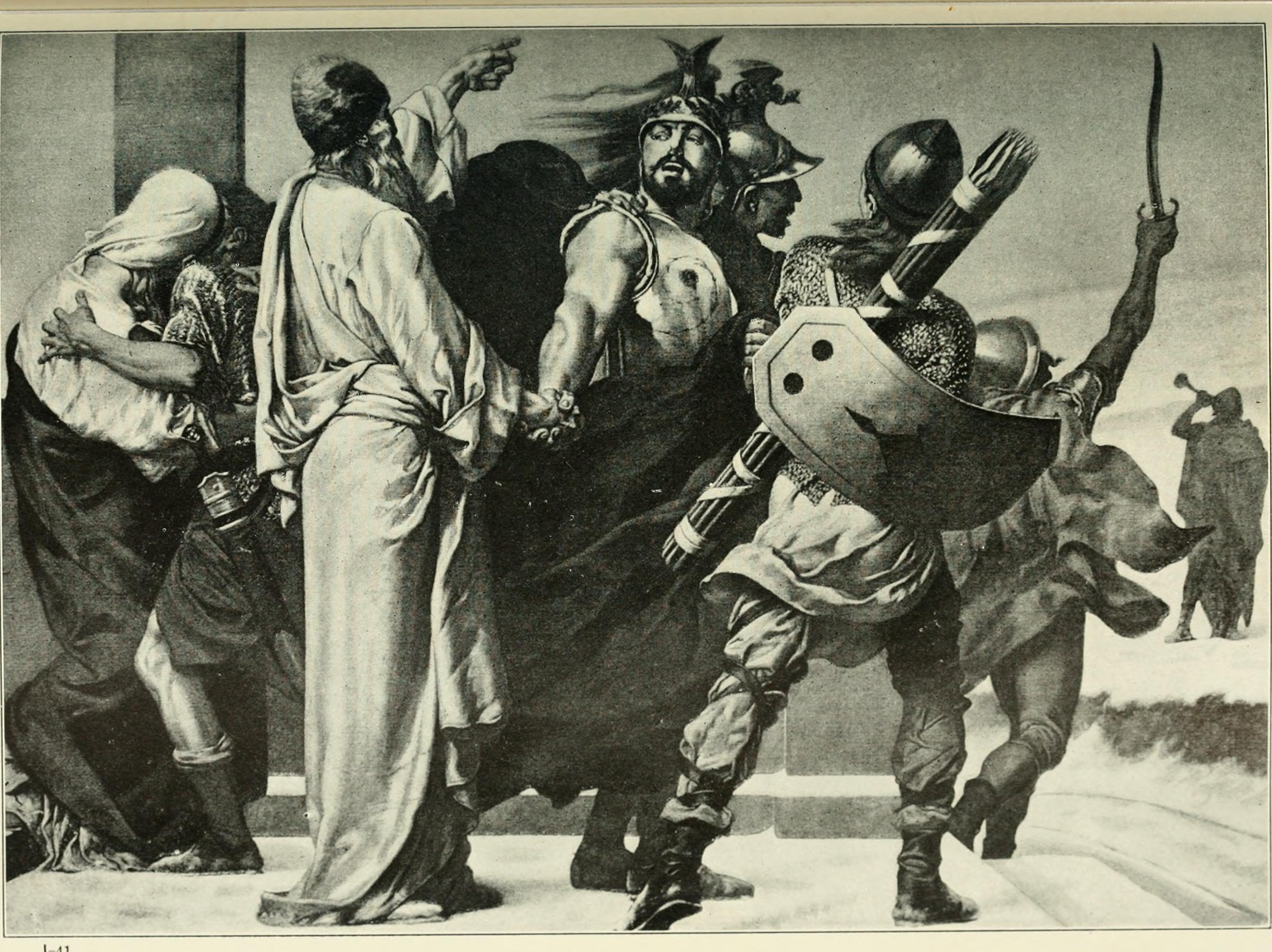
«دياكو» يأمر الميديين للأنطلاق في غزوهم. بريشة «لويس بلانجر».

في العصور القديمة، كان الميديون يحدهم نهر أراس وجبال ألبرز من الشمال وصحراء كوير من الشرق وجبال زاغروس من الغرب والجنوب. ما تعلمناه من النصوص الآشورية هو أنه من القرن التاسع إلى القرن السابع قبل الميلاد، لم يكن الميديون قادرين على الازدهار بما يكفي لإحداث التقارب والتحالف والتنظيم بين القبائل والعشائر الوسطى المُتناثرة حول زعيم واحد متفوق وسيد واحد. خلال غزواتهم العديدة على أراضي الميديون المُستقرة، واجه الملوك الآشوريون دائمًا عددًا كبيرًا من "الشاهات المحليين" ولم يكن هناك ملك واحد يحكم جميع أراضي الميديون. بعد وفاة «سرجون الثاني» عام 705 ق.م، حول الآشوريون انتباههم إلى مكان آخر بعيد عن فارس. تسببت الفرصة، إلى جانب الخوف الأبدي من الغزو الآشوري، في تشكيل اتحاد من الأمراء والملوك الميدانيين. وكان قادة الحركة من أتباع «دياكو».
استنادًا إلى كتابات «هيرودوت»، كان «دياكو» هو الشخص الذي فكر في خُطة تشكيل حكومة ميدية واحدة. عاش الميديون في قرى مُستقلة أو مدن صغيرة مُنفصلة. في حقبة اللاسلطوية الميدية، حاول «دياكو» فرض العدالة في قريته وكسب المصداقية والشهرة كقاضًا مُحايد. فأتسعت أراضي نشاطه ولجأ إليه سُكان القرى المُجاورة حتى أعلن في النهاية أن هذا المكان غير قابل للأصلاح وأن لا رغبه لديه لمواصلة العمل. بعد هذه الاستقالة، ازدادت السرقة والفوضى وتجمع الميديون واختاروه ملكًا هذه المرة. ذكرت المصادر الآشورية مملكة ميدية مُستقلة لأول مرة عام 673 ق.م.
تقليدًا على الأرجح للآشوريين، أقام «دياكو» حفلًا لأول مرة؛ يقول «هيرودوت» أن «دياكو» أقام في قصره؛ وكان اتصاله يتم بإرسال واستقبال رسائل من الخارج؛ ولم يتمكن أحد من الاتصال بالملك مُباشرة؛ وكان أداء الالتماسات والرسائل من قبل الرُسل فقط؛ كان هذا القيد من أجل خلق شعور بالخوف والاحترام بين الناس. إلى جانب ذلك، كان النهي عن الضحك أو البصق في حضرة الملك. من بين أفعاله الأخرى إنشاء مجموعة تسمى "عيون وآذان الملك"، والتي تكونت من أشخاص مُكلفين بالتجسس لصالح الملك نفسه؛ بقي هذا التنظيم والمجموعة قائمين حتى العصر الأخميني.
يعتقد «دياكونوف» أن «دياكو» لا يُمكن أن يكون ملك الميديين بالكامل، ولم يكن حتى حاكم منطقة كبيرة، وكان مُجرد واحد من أمراء الميديين الصغار والكثيرين؛ لكن التاريخ اللامع لخُلفائه أشرق على وجهه وأعطاه شهرة في التاريخ. في البداية، اتخذ «دياكو» خطوة حكيمة ووضع حكومته الضعيفة والصغيرة والجديدة تحت دعم المانيون، التي كانت قوية جدًا في ذلك الوقت، لكنه كافح لاحقًا ليصبح مُستقلاً تمامًا، وبالتالي قام بتحالف مع الأورارتو. كما أطلقت المصادر الآشورية على «دياكو» لقب "حاكم من الماني" في أحداث 715 ق.م.

## إكباتان

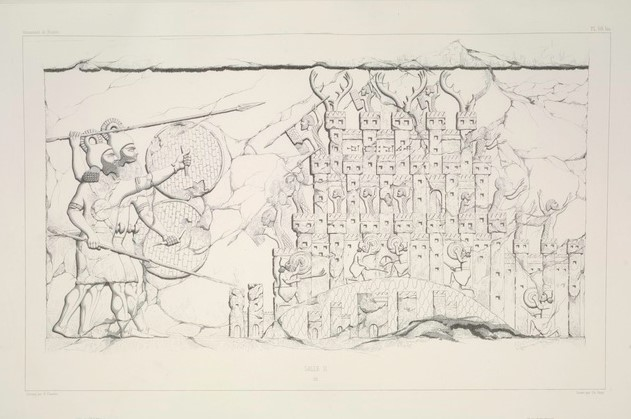
نقش آشوري لمدينة ميدية مبنية على تل، لها جُدران تُكون دوائر مُتحدة المركز، على غرار الطريقة التي وصف بها المؤلفون الإغريق فيما بعد إكباتان.

كان أول عمل يقوم به «دياكو» بعد التتويج هو تعيين حُراس شخصيين وكذلك بناء عاصمة. المدينة التي اختارها «دياكو» لتكون عاصمته كانت تُسمى "هغماتنا" بالفارسية القديمة وإكباتان بالإغريقية ويعتقد أنها همدان اليوم، والتي تعني "مكان التجمُع" أو "مدينة للجميع". في أواخر القرن الثامن قبل الميلاد، كان لديه قلعة مُحصنة شُيدت على تل في المدينة لإدارة جميع الشؤون العسكرية والحكومية وأحتوت كذلك على الخزينة. يصف «هيرودوت» أن المُجمع الملكي تكون من سبعة جُدران مُتحدة المركز، كل واحد داخلي أعلى من الخارجي. تم تزيين كل من الجدران السبعة بلون معين، الجدار الأول (الخارجي) أبيض، الجدار الثاني أسود، ثالث أحمر مرتفع، رابع أزرق، خامس أحمر مُنخفض، سادس نحاسي، الجدار السابع والأعمق ذهبي. كان هذا التلوين رمزًا للكواكب السبعة في بابل. كان قصر الملك يقع داخل السور الأخير مع كنوزه. ومع ذلك، فإن هذه الرواية من «هيرودوت» لا يدعمها ما هو مكتوب في المصادر الآشورية، تأسيس هيئة ملكية مُستقلة وبناء العديد من المُجمعات الملكية الكبيرة كان ليس شيئًا يُمكن للآشوريين أن يظلوا صامتين تجاهه بسهولة؛ وهكذا تبدو هذه الكلمات من «هيرودوت» مُبالغًا فيها، أو تصور صورة معدلة للفترات التي تلت حُكم «دياكو». ومع ذلك، فقد ذكر «بوليبيوس»، وهو مؤرخ إغريقي مشهور، هذا القصر في كتابه ووصف همدان، مُشيرًا إلى طول عمر هذا القصر.
وفقًا لبعض المؤرخين وعلماء الآثار، فإن التل الموجود حاليًا في المدينة والمعروف باسم تل إكباتان، كان المكان الحقيقي لمدينة إكباتان القديمة. يعتقد بعض المؤرخين، بمن فيهم «هنري رولينسون»، أن إكباتان المذكورة في كتابات «هيرودوت» ليست همدان الحالي. ويجب البحث عن العاصمة الميدية القديمة في تخت سليمان وبالقرب من بحيرة أورميا إلى الجنوب الشرقي. لكن بعض الباحثين، مثل «جاك دي مورغان»، يعتقدون أن إكباتان «هيرودوت» هي نفسُها همدان اليوم. ويمكن التعرف على أماكن قلاع حصن إكباتان السبع من خلال الإسقاطات على الأرض والتلال.

## دياكو في تاريخ فارس
بعض المؤرخين يعتقدون ان «دياكو» هو نفسه «هوشنغ» في الشاهنامه بسبب صفاته التي ذكرها «هيرودوت» ويعتقدون أن لقب بيشداديان يعني "المُشرع الأول". يعتبر التقليد الديني «هوشنغ» أول شخص يؤسس مُلكية في فارس.
من بين تقارير «هيرودوت» عن «دياكو» وتلك الخاصة بـ الأبِسْتاق والنصوص العربية والفارسية الجديدة حول «هوشنغ»، هناك بعض السمات المُشتركة حول هويات «هوشنغ» و «دياكو»؛ يمكن تلخيص أهمها في ثلاث نقاط:
- وفقًا لـ«هيرودوت»، كان «دياكو» هو زعيم قرية في ذلك الوقت؛ ويجب أن يكون الاسم أو اللقب «دياكو» الذي يعني المزارع قد أُعطي له بسبب ذلك؛ ووضع «هوشنغ»، وفقًا للنصوص العربية والفارسية، ابتكارات في الزراعة؛ وبالتالي فقد حصل على نفس اللقب.

- كان «دياكو» و«هوشنغ» أول مُشرع وأول ملك. وهكذا، أُعطي «هوشنغ» لقب "باردات" أو "بشداد" أو "بشداد" و "فيشداد" (بالعربية)، والذي رُبما كان تقليدًا لاسم ولقب الملك الآشوري «سرجون الأكدي»، والذي يعني "الملك الشرعي".

- طور «دياكو» و«هوشنغ» الإسكان ونمط الحياة الحضري، وبالتالي اكتسب «هوشنغ» الاسم أو العنوان "هيوشينغه" أو "هوشانغ" أو "هوشنج" (بالعربية).

## الخلافة
بعد «دياكو»، خلفه ابنه «فراورتس» وحكم لمُدة 22 عامًا. رغم أن بعض الباحثين يعتقدون أنه حكم لمدة ثلاثة وخمسين عامًا (678-625 ق.م). خلال فترة حكمه، غزا بلاد فارس وخاض حربًا مع شعوب أخرى في الهضبة الإيرانية. غزا آشور، وخلال هذه الهجوم، هُزم الميديون وقتل «فراورتس».